# 유엔 여성 차별 철폐 위원회
유엔 여성 차별 철폐 위원회(Committee on the Elimination of All Forms of Discrimination Against Women)는 유엔 인권 시스템 하의 인권 기구이다. 여성에 대한 모든 형태의 차별 철폐에 관한 협약에 의해 창설되었다. 